# Samoreau
Samoreau ist eine französische Gemeinde mit 2409 Einwohnern (Stand 1. Januar 2022) im Département Seine-et-Marne der Region Île-de-France. Sie liegt zwischen Melun und Fontainebleau etwa 60 Kilometer südöstlich von Paris. Die Einwohner werden Samoréens genannt.

## Geschichte
Im Jahre 1177 erwarb die Abtei Saint-Germain-des-Prés einen Teil des Territoriums des Dorfes. 1316 griff König Philippe V. in den Konflikt zwischen den Mönchen und den Einwohnern ein. Im Jahre 1520 kaufte Franz I. den Hügel, wo er das Château des Pressoirs du Roy bauen ließ. Von 1592 bis 1597 unternahm Heinrich IV. Ausflüge zusammen mit der schönen Gabrielle d’Estrées zu den Pressoirs du Roy. Im Jahre 1679 wurde das königliche Treidelboot zwischen Paris und Valvins (benachbartes Dorf am Ufer der Seine) erstellt. 1790 bis 1796 erfolgte die Verstaatlichung des Kirchenvermögens und der Verkauf sämtlicher Besitztümer der Abtei von Saint-Germain-des-Prés und der Pfarrei. Von 1811 bis 1825 wurde die erste Brücke von Valvins gebaut, die die Fähre ersetzte. Der erste Lehrer kam 1813 nach Samoreau. Im September 1870 verwüstete ein Zyklon die Region und zerstörte den Kirchturm. Von 1895 bis 1897 erfolgte der Bau der Eisenbahn, die Samoreau durchquert. Im Jahr 1898 starb Stéphane Mallarmé in Valvins und wurde auf dem Friedhof von Samoreau begraben. Im selben Jahr wurde die Feuerwehr gegründet. Im Jahre 1908 wurde die Straßenbahn Fontainebleau–Valvins bis zum Bahnhof Vulaines–Samoreau erweitert. Im Jahre 1908 komponierte Maurice Ravel Ma Mère l’Oye in der „Grangette“, einem Haus in der Nähe des Hauses Mallarmé, das Cipa Godebski, Sohn des Bildhauers Cyprian Godebski und Halbbruder von Misia Natanson, gehörte. Im Jahre 1940 wurde die Brücke von Valvins zerstört. Am 23. August 1944 überquerte US-General George S. Patton die Seine auf einem Ponton und gelangte nach Samoreau. Im Jahr 1956 kaufte die Stadt die Zehntscheune und ließ sie unter Denkmalschutz stellen. 1986 erfolgte eine Restaurierung der Kirche, die ihre Spitze zurückerhielt.

### Bevölkerungsentwicklung
| Jahr                       | 1962 | 1968 | 1975 | 1982 | 1990 | 1999 | 2010 | 2017 |
| Einwohner                  | 778  | 887  | 1304 | 1626 | 1856 | 2157 | 2317 | 2308 |
| Quellen: Cassini und INSEE |      |      |      |      |      |      |      |      |

## Sehenswürdigkeiten

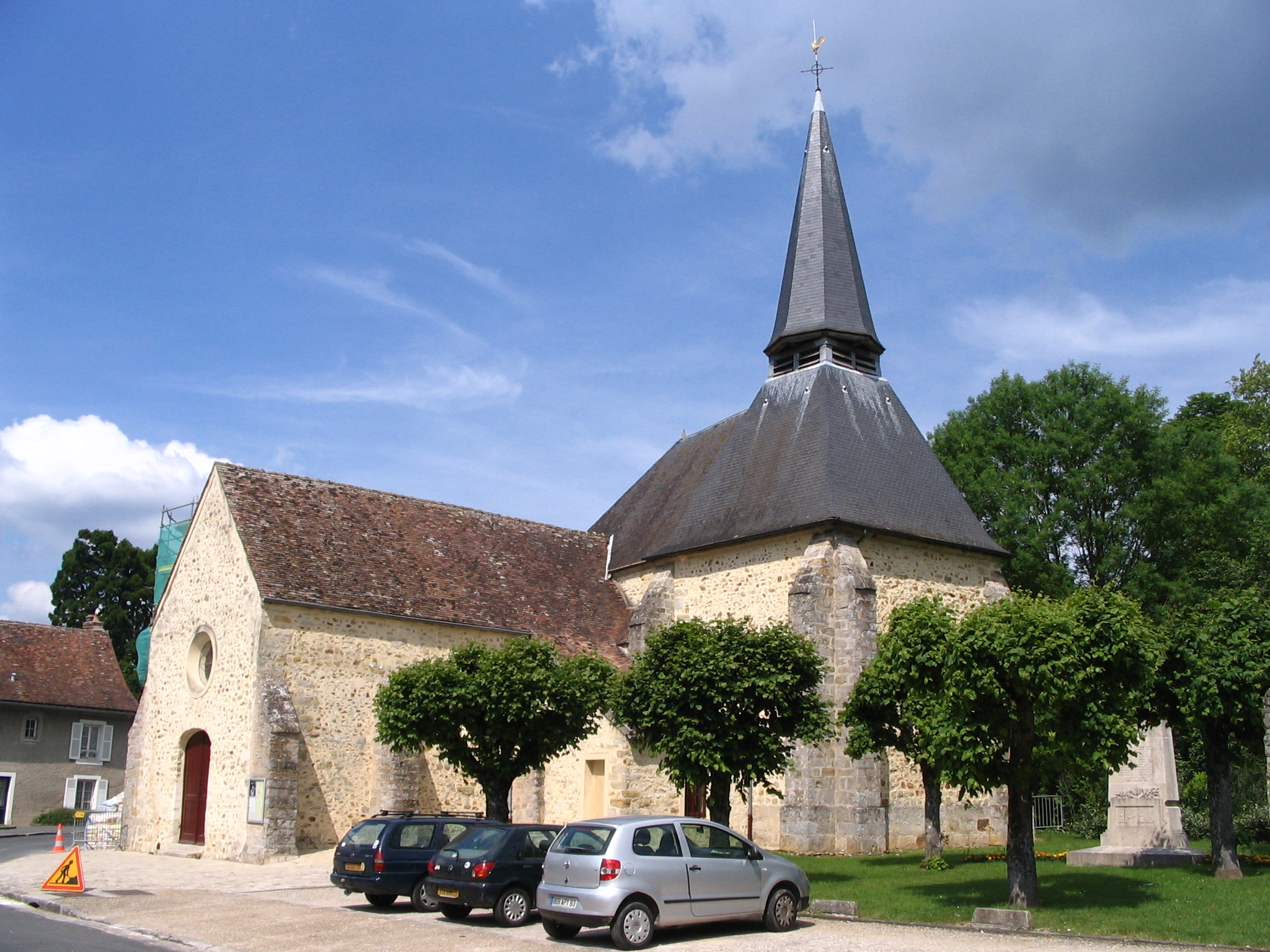
Kirche Saint-Pierre

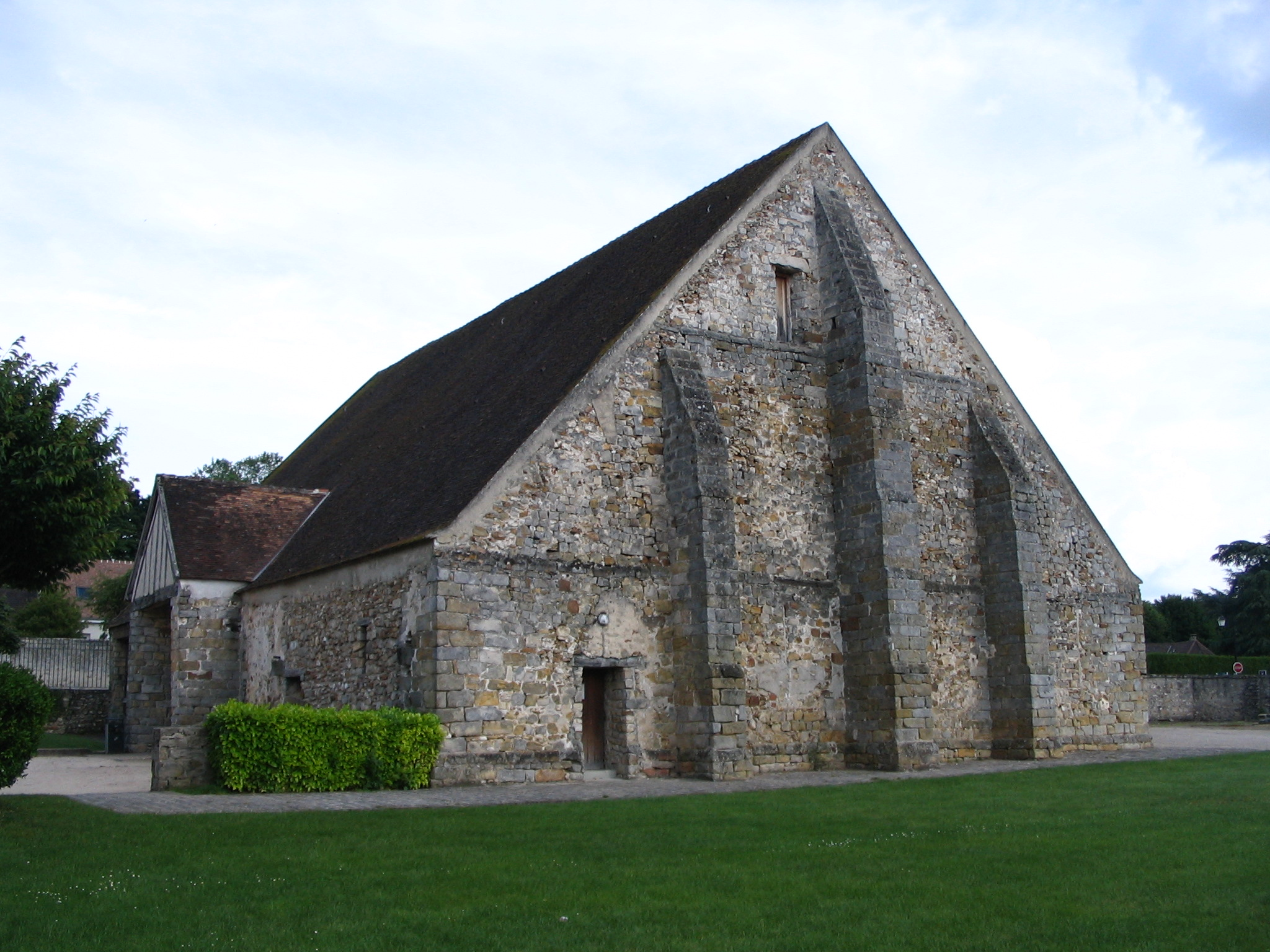
Grange aux dîmes (Zehntscheune)

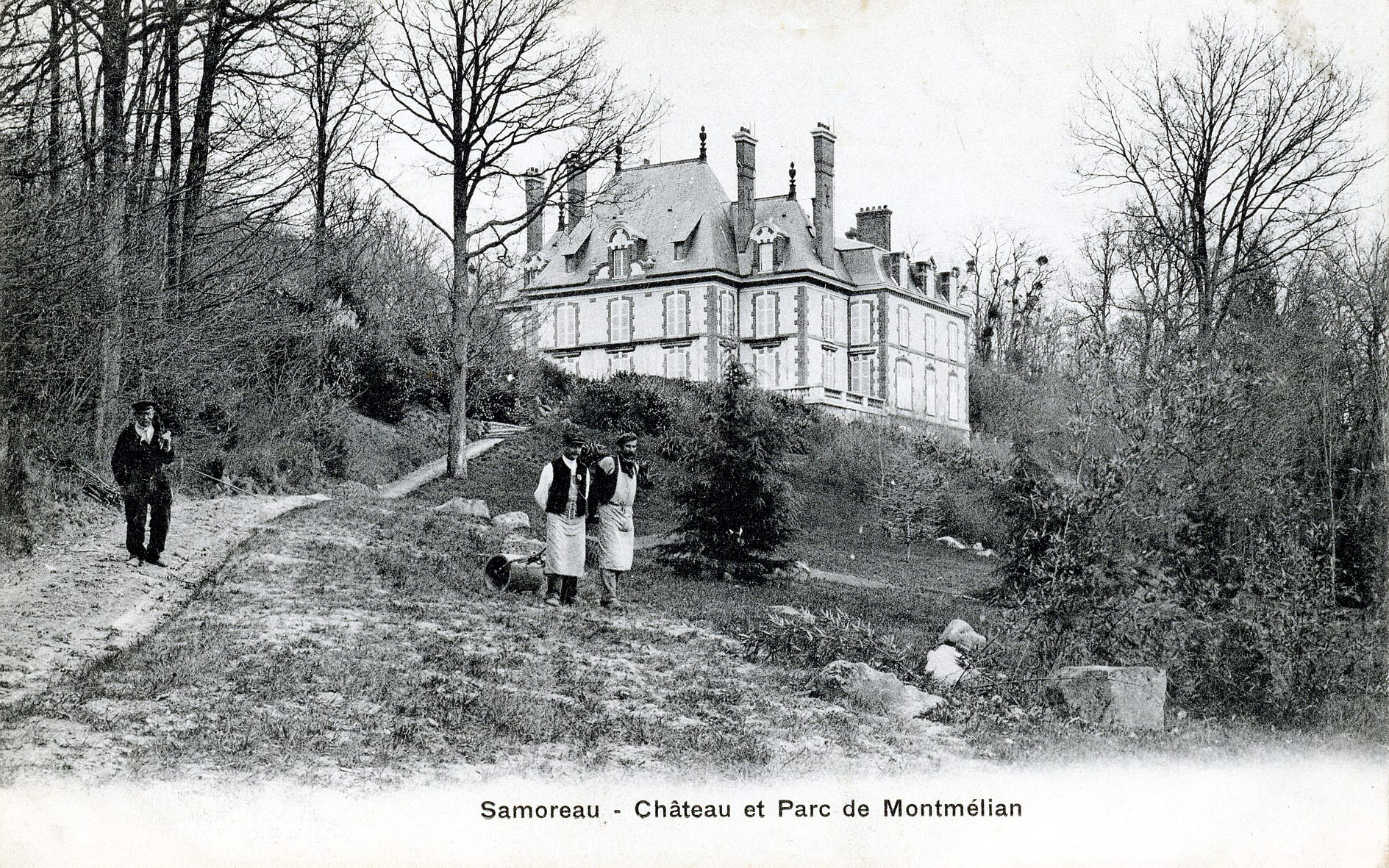
Château und Parc de Montmélian, Postkarte um 1900

Siehe auch: Liste der Monuments historiques in Samoreau
- Die Kirche Saint-Pierre stammt aus dem 12. Jahrhundert. Das Kirchenschiff wurde wahrscheinlich von den Mönchen der Abtei von Saint-Germain-des-Prés gebaut. Im Querschiff befindet sich ein kleines Tafelbild, das die Heilige Familie darstellt (Monument historique). Die Kirchenglocke (die kleinere der beiden, die vor der Zerstörung des Turms durch Blitzschlag im Jahre 1870 existierten) trägt die Inschrift „L’an 1500 fut faicte à Samoisseau en Brie et fut nommée Marie.“ („1500 in Samoisseau en Brie gefertigt und Marie genannt.“) Sie ist eine der ältesten Glocken des Départements. Die Kirche ist im zusätzlichen Inventar der Monuments historiques seit August 1949 aufgeführt.[2]
- Les Pressoirs du Roy: Erbaut von Franz I., war das Haus königlicher Weinberg, Ziegelproduktionsstätte, bürgerliches Wohnhaus, Krankenhaus und jetzt Kinderheim. Heinrich IV. verweilte dort regelmäßig und ließ Gabrielle d’Estrées in dem Gebäude wohnen.
- Château de Montmélian
- Le pont de Valvins
- Grange aux dîmes (Zehntscheune) aus dem 13. Jahrhundert. Sie ist das einzige Gebäude, das vom Ensemble des großen Bauernhofs (Ferme du Bas-Samoreau) erhalten geblieben ist. Dazu gehören Ställe, eine Scheune, ein Schweinestall und eine Molkerei.[3]

## Partnergemeinden
Samoreau ist Partner der bayerischen Gemeinde Bernried am Starnberger See in Oberbayern (Deutschland). Die Partnerschaft wurde am 27. Juli 1991 vereinbart.

## Persönlichkeiten
- Matthias Blazek (* 1966), deutscher Journalist und Historiker, lebte als Mitglied des Deutschen Militärischen Bevollmächtigten in Frankreich in dem Dorf von 1994 bis 1999
- Jean-Pierre Lacloche, französischer Schriftsteller, begraben auf dem Friedhof von Samoreau
- Olivier Larronde (1927–1965), französischer Dichter, begraben auf dem Friedhof von Samoreau
- Stéphane Mallarmé (1842–1898), französischer Dichter, begraben neben seinem Sohn Anatole auf dem Friedhof von Samoreau[4]